# Frederic Casimir Kettler
Frederic Casimir Kettler (en alemany: Friedrich Casimir Kettler, en letó: Frīdrihs Kazimirs Ketlers, 6 de juliol de 1650 - 22 de gener de 1698) va ser duc de Curlàndia i Semigàlia des de 1682 a 1698. Durant el seu govern, el ducat va perdre la seva posició geopolítica i es va tornar subjecte dels interessos territorials de Suècia, Prússia i Rússia.

## Biografia
Frederic Casimir Kettler va néixer al Palau de Jelgava el 1650. Va ser el fill de Jacob Kettler i la princesa Lluïsa Carlota de Brandenburg. Quan només era un nen va ser pres per l'exèrcit suec junt amb la seva família entre 1658 i 1660 durant la Segona Guerra del Nord. Anys més tard va estudiar dret a Alemanya i va visitar diverses corts reials. En aquest temps també va ser part de l'exèrcit neerlandès el 1673. El 5 d'octubre de 1675 es va casar a la Haia amb la princesa Sofia Amàlia de Nassau-Siegen i va regressar al ducat. La seva esposa, va morir el 1688, i es va tornar a casar tres anys més tard amb Elisabet Sofia de Brandenburg.
Frederic Casimir es va convertir en duc en acabat la mort del seu pare el 1682, i es va fer càrrec dels assumptes d'estat. En un començament va tractar de restaurar les possessions perdudes del ducat, però els seus esforços es van veure aturats per les potències europees, en particular Suècia.
Durant el regnat de Frederic Casimir, el comerç i la indústria del ducat van començar a decaure. El 1693 la colònia de Tobago va ser venuda a Anglaterra. A la primavera de 1697, Frederic Casimir va rebre una gran delegació russa, incloent el nou tsar Pere I, al que, el Palau de Jelgava i la seva cort van deixar una bona impressió. El ducat i Rússia van entrar en negociacions per cooperar mútuament en contra de l'Imperi suec, però el duc va morir a l'hivern següent de 1698 als 47 anys. El seu fill menor, Frederic Guillem Kettler|Frederic Guillem |es va convertir en el pròxim duc.